# Raymond Allison
Raymond Peter Allison, dit Ray Allison  (né le 4 mars 1959 à Cranbrook, dans la province de la Colombie-Britannique au Canada) est un joueur professionnel de hockey sur glace évoluant à la position d'ailier droit.

## Carrière
Débutant au niveau junior avec les Wheat Kings de Brandon de la Ligue de hockey de l'ouest du Canada où il réalise des saisons de 137 et 160 points, Allison est retenu pour faire partie de l'équipe canadienne en vue du championnat du monde junior de 1979. Après une saison supplémentaire de 153 points avec Brandon, il est réclamé au repêchage de 1979 par les Whalers de Hartford, devenant ainsi le premier joueur sélectionné par l'équipe lors d'un repêchage de la Ligue nationale de hockey.
Il rejoint dès la saison suivante les Whalers avec qui il évolue jusqu'en 1981, faisant partie durant l'été d'une transaction avec les Flyers de Philadelphie impliquant plusieurs autres joueurs. Il reste avec l'organisation des Flyers durant cinq saisons avant de se joindre au EHC Olten de la LNB avant de revenir en Amérique du Nord avec le club affilié aux Flyers dans la LAH, soit les Bears de Hershey.
Allison retourne en Suisse en 1990, passant quatre saisons en LNB. Il annonce son retrait de la compétition en 1994 après avec remporté le championnat de la LNB avec le SC Rapperswil–Jona.

## Statistiques
| Saison     | Équipe                 | Ligue      |     | Saison régulière | Saison régulière | Saison régulière | Saison régulière | Saison régulière |    | Séries éliminatoires | Séries éliminatoires | Séries éliminatoires | Séries éliminatoires | Séries éliminatoires |
| Saison     | Équipe                 | Ligue      | PJ  | B                | A                | Pts              | Pun              | PJ               | B  | A                    | Pts                  | Pun                  |                      |                      |
| 1975-1976  | Wheat Kings de Brandon | LHOC       | 36  | 9                | 17               | 26               | 50               | 5                | 2  | 1                    | 3                    | 0                    |                      |                      |
| 1976-1977  | Wheat Kings de Brandon | LHOC       | 71  | 45               | 92               | 135              | 198              | 14               | 9  | 11                   | 20                   | 37                   |                      |                      |
| 1977-1978  | Wheat Kings de Brandon | LHOC       | 71  | 74               | 86               | 160              | 254              | 8                | 7  | 8                    | 15                   | 35                   |                      |                      |
| 1978-1979  | Wheat Kings de Brandon | LHOC       | 62  | 60               | 93               | 153              | 191              | 22               | 18 | 19                   | 37                   | 28                   |                      |                      |
| 1979-1980  | Indians de Springfield | LAH        | 13  | 6                | 9                | 15               | 18               | -                | -  | -                    | -                    | -                    |                      |                      |
| 1979-1980  | Whalers de Hartford    | LNH        | 63  | 16               | 12               | 28               | 13               | 2                | 0  | 1                    | 1                    | 0                    |                      |                      |
| 1980-1981  | Whalers de Binghamton  | LAH        | 74  | 31               | 39               | 70               | 81               | 2                | 0  | 1                    | 1                    | 0                    |                      |                      |
| 1980-1981  | Whalers de Hartford    | LNH        | 6   | 1                | 0                | 1                | 0                | -                | -  | -                    | -                    | -                    |                      |                      |
| 1981-1982  | Mariners du Maine      | LAH        | 26  | 15               | 13               | 28               | 75               | -                | -  | -                    | -                    | -                    |                      |                      |
| 1981-1982  | Flyers de Philadelphie | LNH        | 51  | 17               | 37               | 54               | 104              | 3                | 2  | 0                    | 2                    | 2                    |                      |                      |
| 1982-1983  | Flyers de Philadelphie | LNH        | 67  | 21               | 30               | 51               | 57               | 3                | 0  | 1                    | 1                    | 12                   |                      |                      |
| 1983-1984  | Flyers de Philadelphie | LNH        | 37  | 8                | 13               | 21               | 47               | 3                | 0  | 1                    | 1                    | 4                    |                      |                      |
| 1984-1985  | Bears de Hershey       | LAH        | 49  | 17               | 22               | 39               | 61               | -                | -  | -                    | -                    | -                    |                      |                      |
| 1984-1985  | Flyers de Philadelphie | LNH        | 11  | 1                | 1                | 2                | 2                | 1                | 0  | 0                    | 0                    | 2                    |                      |                      |
| 1985-1986  | Bears de Hershey       | LAH        | 77  | 32               | 46               | 78               | 131              | 18               | 4  | 6                    | 10                   | 28                   |                      |                      |
| 1986-1987  | Bears de Hershey       | LAH        | 78  | 29               | 55               | 84               | 57               | 5                | 3  | 1                    | 4                    | 12                   |                      |                      |
| 1986-1987  | Flyers de Philadelphie | LNH        | 2   | 0                | 0                | 0                | 0                | -                | -  | -                    | -                    | -                    |                      |                      |
| 1987-1988  | Bears de Hershey       | LAH        | -   | -                | -                | -                | -                | 9                | 2  | 9                    | 11                   | 17                   |                      |                      |
| 1987-1988  | EHC Kloten             | LNB        | 36  | 33               | 18               | 51               | 103              | 5                | 6  | 3                    | 9                    | 6                    |                      |                      |
| 1988-1989  | Bears de Hershey       | LAH        | -   | -                | -                | -                | -                | 12               | 4  | 7                    | 11                   | 6                    |                      |                      |
| 1988-1989  | EHC Kloten             | LNA        | 33  | 23               | 17               | 40               | 40               | 2                | 0  | 2                    | 2                    | 2                    |                      |                      |
| 1989-1990  | Bears de Hershey       | LAH        | 70  | 25               | 30               | 55               | 66               | -                | -  | -                    | -                    | -                    |                      |                      |
| 1990-1991  | EHC Bülach             | LNB        | 35  | 30               | 21               | 51               | 124              | 10               | 14 | 5                    | 19                   | 30                   |                      |                      |
| 1991-1992  | EHC Bülach             | LNB        | 34  | 19               | 35               | 54               | 66               | 10               | 7  | 1                    | 8                    | 14                   |                      |                      |
| 1992-1993  | SC Rapperswil-Jona     | LNB        | 31  | 19               | 13               | 32               | 75               | 7                | 7  | 4                    | 11                   | 6                    |                      |                      |
| 1993-1994  | SC Rapperswil-Jona     | LNB        | 36  | 17               | 19               | 36               | 52               | 11               | 12 | 5                    | 17                   | 6                    |                      |                      |
| Totaux LNH | Totaux LNH             | Totaux LNH | 237 | 64               | 93               | 157              | 223              | 12               | 2  | 3                    | 5                    | 20                   |                      |                      |

### Statistiques en équipe nationale
| Année | Compétition                 |   | PJ | B | A | Pts | Pun | +/-      |  | Résultat |
| 1979  | Championnat du monde junior | 5 | 0  | 5 | 5 | 4   |     | 5e place |  |          |

## Honneurs et trophées
LHOu
- 1978 : nommé sur la deuxième équipe d'étoile.
- 1979 : nommé sur la première équipe d'étoile.
- 1979 : Champion de la Coupe du Président avec les Wheat Kings de Brandon.

Coupe Memorial 1979
- Membre de la première équipe d'étoile.

Ligue américaine de hockey
- 1988 : champion de la Coupe Calder.

Ligue nationale A
- 1994: Champion de la ligue avec le SC Rapperswil-Jona.

## Transactions en carrière
- 3 juillet 1981 ; échangé par les Whalers de Hartford avec leur choix de première ronde au repêchage de 1982 (les Flyers réclame avec ce choix Ron Sutter), leur choix de troisième ronde (les Flyers réclame avec ce choix Miroslav Dvořák) et Fred Arthur aux Flyers de Philadelphie en retour du choix de première ronde au repêchage de 1982 (les Whalers sélectionne avec ce choix Paul Lawless), le choix de deuxième ronde (Mark Paterson), du troisième choix (Kevin Dineen), de Don Gillen, Rick MacLeish et Blake Wesley.